# Affaire de Hautefaye
Vous lisez un « article de qualité » labellisé en 2014.
L'affaire de Hautefaye, dite également drame de Hautefaye, est un fait divers criminel survenu le 16 août 1870 lors d'une foire dans le village de Hautefaye en Dordogne (France), lors duquel Alain de Monéys, un jeune notable des environs, a été frappé puis supplicié et enfin brûlé vif par la foule.
Cette affaire se situe dans le contexte de la guerre de 1870 et des passions exacerbées qu'elle a provoquées dans la population de ce petit village. À la suite d'un simple malentendu, Alain de Monéys a en effet été pris pour un Prussien, ce qui a entraîné son lynchage. Le caractère barbare de l'événement a été encore amplifié par des rumeurs — à la suite de propos attribués au maire — sur des actes de cannibalisme qui auraient été commis par les villageois. Parmi les vingt-et-un accusés de cet assassinat, les quatre principaux responsables ont été condamnés à mort et un autre aux travaux forcés à perpétuité.
Plusieurs ouvrages ont été consacrés à cette affaire. Pour l'écrivain Georges Marbeck, elle symbolise le meurtre ritualisé du bouc émissaire, alors que pour l'historien Alain Corbin, dans Le Village des « cannibales », les raisons tiennent davantage aux représentations politiques ayant cours à cette date chez les paysans périgourdins, représentations marquées par l’angoisse et la crainte d’un complot ourdi par les républicains, les nobles et les curés afin de renverser l’Empereur.

## Contexte

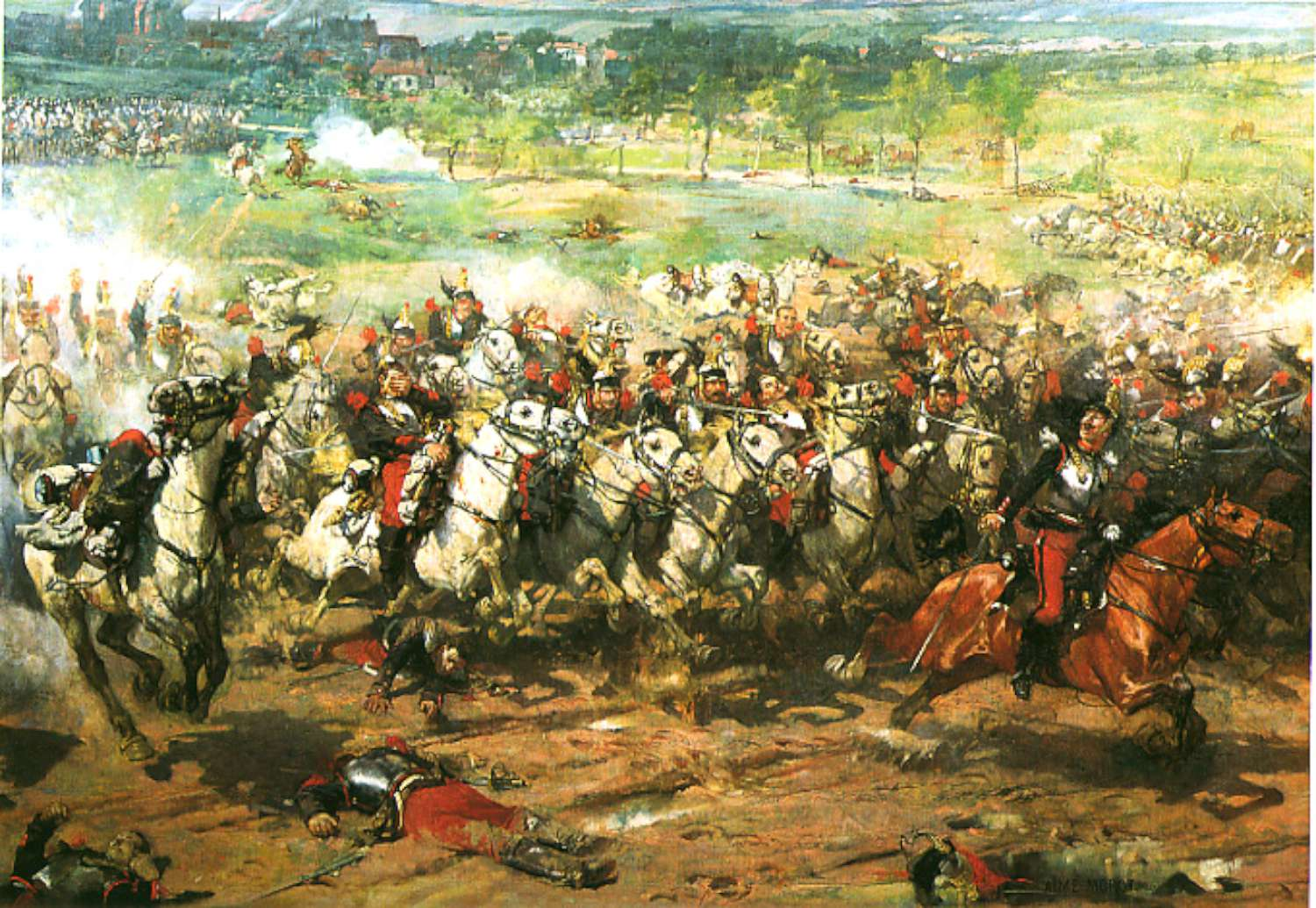
Illustration de la bataille de Reichshoffen, source de la méprise ayant entraîné le lynchage d'Alain de Monéys.

L'affaire se déroule en août 1870, un mois après la déclaration de guerre à la Prusse par la France, le 15 juillet 1870. Les premières informations de défaites sur le front de Lorraine, à Wissembourg, Forbach et Frœschwiller ont été annoncées les 5 et 6 août. Pour Alain Corbin, la décision du gouvernement de restreindre l'information à la suite de ces défaites a pour conséquence la propagation de rumeurs sur la présence d'espions prussiens dans les alentours, et sur une collusion entre les nobles et les prêtres pour conspirer contre l'Empire, et rétablir la monarchie. Ceci provoque l'inquiétude de l'opinion et même des mouvements de peur collective.
Plusieurs incidents ont lieu. À quelques jours près, à Châtellerault, un employé des chemins de fer est molesté pour avoir été soupçonné d'être un espion à la solde de l’ennemi. Ces inquiétudes et ces rumeurs font partie des bruits qui se propagent dans le village et sur le foirail, lors de la foire annuelle aux bestiaux de Hautefaye. Cette manifestation, occasion de réunion et de négoce pour les habitants du village et des communes voisines, est en outre affectée par les conséquences de la sécheresse qui frappe la région en 1870.
Le contexte politique général vient en effet s'ajouter, en Dordogne, à une situation économique désastreuse pour les agriculteurs. À l'été 1870, cela fait plusieurs mois que la région souffre d'un manque de pluie, ainsi que de températures élevées, qui nuisent au bétail et aux récoltes. Le 16 août, jour de la foire de Hautefaye où les ventes sont généralement bonnes, les affaires s'avèrent très mauvaises : conjugué avec les nouvelles de la guerre, cela contribue à entretenir un climat de tension. Il fait particulièrement chaud, et une partie des paysans et artisans présents à la foire consomme de l'alcool (piquette au genièvre, vin de noah, pineau ou absinthe) à mesure que la journée avance,.

## L'affaire

### Les protagonistes

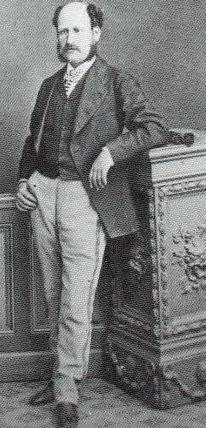
La victime, Alain de Monéys.

La victime, Alain Romuald de Monéys d'Ordières, est le fils d'Amédée de Monéys, ancien maire de Beaussac. Il gère le domaine du château de Brétanges situé entre Hautefaye et Beaussac. Célibataire, âgé de 32 ans, il a été, du fait de sa constitution physique, exempté des obligations militaires, et par conséquent de la conscription qui survient en 1870 à la suite de la menace prussienne. Cependant, ayant manifesté le désir de s'engager pour son pays, il a fait lever cette immunité et prévoit de partir bientôt pour le front de Lorraine. Il est membre du conseil municipal de Beaussac depuis 1865 et premier adjoint de la commune. Sa famille possède 80 hectares de terres à Hautefaye. C'est au titre de gérant du domaine qu'il se rend à la foire de Hautefaye le 16 août 1870.
Les principaux responsables du drame, désignés comme tels par la justice, sont des habitants de Hautefaye et des villages voisins, venus à la foire. Il s'agit de : François Chambord, 33 ans, maréchal-ferrant à Pouvrière, localité de la commune de Souffrignac (Charente), située à 9 kilomètres de Beaussac (considéré comme le meneur du groupe, il ne connaissait pas personnellement la victime, ce qui est aussi le cas des autres principaux agresseurs) ; Léonard, dit « Piarrouty », 53 ans, chiffonnier à Nontronneau ; Pierre Buisson, dit « Arnaud » ou « Lirou », 33 ans, cultivateur ; François Mazière, dit « Silloux », 29 ans, métayer ; les frères Étienne et Jean Campot, agriculteurs à Mainzac.
Ceux qui tentent de protéger et de défendre Alain de Monéys sont l'abbé Victor Saint-Pasteur, curé de Hautefaye ; Philippe Dubois, scieur de long de Hautefaye ; Georges Mathieu, artisan de Beaussac et neveu de Bernard Mathieu, maire de Hautefaye ; Pascal, le domestique du château de Bretanges.

### Premier incident
L'affaire débute par un incident dont le protagoniste est Camille de Maillard de Lafaye, cousin d'Alain de Monéys, âgé de 26 ans, fils du maire de Beaussac et connu pour ses positions légitimistes. Il est la victime d'un premier malentendu, sans conséquence pour sa personne mais dont la répétition touche par la suite Alain de Monéys.
Après avoir lu les dépêches sur la bataille de Reichshoffen, Maillard annonce que l'armée française est obligée de reculer. Il est alors pris à partie par des habitants et accusé de colporter de fausses nouvelles, d'être à la solde des Prussiens, enfin. Tentant d'expliquer et de clarifier ses propos, il est alors accusé d'avoir crié « Vive la République ! ». Les esprits s'échauffant, des mouvements d'hostilité à son encontre deviennent de plus en plus vifs. Il réussit toutefois à prendre la fuite grâce à l'intervention de son métayer.
Lors du procès, l'un des meurtriers d'Alain de Monéys, François Mazière, expliquera que quelques jours auparavant, le 9 août, pendant une foire à Charras, il a entendu Maillard déclarer : « L'empereur est perdu, il n'a plus de cartouches. » et regrettera que ce jour-là, indigné par ces propos, il n'ait pu lui « faire son affaire ». Pour l'historien Alain Corbin, cela suppose qu'il y a eu, ce 16 août, date de la mise à mort de Monéys, préméditation évidente. Selon lui, la fuite de Maillard a obligé les habitants suspicieux et échauffés à se rabattre sur Monéys, en faisant une victime substitutive.

### Second incident
Alain de Monéys arrive sur les lieux de la foire de Hautefaye, vers deux heures de l'après-midi, après la fuite de Camille de Maillard. Peu après son arrivée à la foire, Monéys voit s'approcher des paysans armés de bâtons. S'enquérant de la situation, il apprend d'un colporteur nommé Brethenoux et surnommé « le Mexicain » (car il a participé à la campagne du Mexique), que son cousin, Camille de Maillard, a crié « À bas Napoléon ! Vive la République ! » Refusant de croire les propos de Brethenoux, Monéys accompagne le paysan sur le lieu de l'incident afin de vérifier si d'autres témoins confirment les faits. Parmi ceux-ci se trouvent : Le Cussou, Pinard, Mazière, les frères Campot et Buisson, qui, tous, confirment les dires de Brethenoux. Le groupe se rassemble alors autour d'Alain de Monéys qui continue de défendre son cousin.
Refusant toujours d'admettre que Maillard ait pu prononcer ces paroles, Monéys est alors pris à partie par le groupe, de plus en plus nombreux et hostile. Confondu par certains avec Maillard, il devient alors le centre de l'incident et est accusé à son tour d'avoir crié « Vive la République ! », d'être un traître et un Prussien. Malgré ses dénégations (il assure être du côté des paysans et qu'il va s'engager pour combattre les Prussiens), le groupe profère les premières menaces de mort et porte les premiers coups.

### Le supplice

#### Tentative de pendaison
Malgré les tentatives pour dissiper le malentendu et démontrer sa bonne foi, Alain de Monéys se retrouve entouré par les paysans de plus en plus hargneux. L'un d'eux, Buisson, crie : « C'est un Prussien, il faut le pendre, il faut le brûler ! » Les frères Campot portent les premiers coups ; c'est l'acte qui précipite le déclenchement de l'agression collective. Se protégeant des coups, criant « Vive l'empereur ! » afin de calmer l'assemblée, Alain de Monéys se trouve vite débordé et malmené. L'abbé Saint-Pasteur, curé de Hautefaye, intervient, un pistolet à la main, pour le secourir. Mais, face à la détermination des agresseurs et sentant que lui-même va être exposé à la fureur grandissante du groupe, il se réfugie dans le presbytère. Il tente une diversion en proposant aux paysans de l'accompagner pour boire à la santé de l'empereur, ce qu'une partie d'entre eux acceptent de faire.
Interviennent alors Philippe Dubois et Georges Mathieu, le neveu du maire du village, qui tentent de soustraire Monéys aux assauts répétés des paysans ; eux aussi submergés par la multitude, ils ne réussissent pas à mettre à l'abri le noble déjà atteint par des coups de sabots, de bâtons et d'aiguillons. Ils veulent le faire entrer dans la maison du maire, Bernard Mathieu, mais ce dernier en interdit l'entrée de peur que les forcenés y fassent irruption et brisent sa vaisselle,. Les protecteurs, à leur tour, ne peuvent s'interposer plus longtemps face au groupe. Mazière et Buisson s'emparent ensuite de la victime et le livrent à nouveau à la furie des paysans rassasiés du vin offert par le curé.
Le groupe, sous la direction de Chambord, projette un premier temps d'amener Monéys aux autorités, mais, face à la passivité du maire du village, les paysans décident de le pendre à un cerisier. Alain Corbin souligne que l'absence d'autorité du maire à cet instant permet à Chambord de devenir le chef de l'entreprise punitive : celui-ci va jusqu'à se prétendre membre du conseil municipal de Hautefaye, ce qui l'autorise à prendre des initiatives. La tentative de pendaison échoue, du fait de la fragilité des branches de l'arbre ; il est décidé de le battre à mort.

#### Tortures
Dès lors, l'intention de faire durer le supplice avant la mise à mort d'Alain de Monéys est effective. Chambord harangue le groupe : « Avant de faire périr le Prussien, il faut le faire souffrir ». Les tortionnaires ménagent des moments de répit à la victime avant de revenir à la charge. Il est traîné dans le local qui sert d'atelier au maire, qui est aussi maréchal-ferrant. Les assaillants l'attachent fortement avec des sangles sur le travail à ferrer, tandis qu'il est violemment frappé au visage et aux jambes à coups de sabot et de bâton par Bouillet dit « Déjeunat ». Corbin indique que peu d'éléments sur cet épisode ont pu ressortir des interrogatoires et des témoignages. Se rendant à la foire pour rejoindre son maître, Pascal, le serviteur des Monéys, alerté par les cris et prévenu par Georges Mathieu et Dubois, accourt pour délivrer Alain de Monéys de l'atelier, profitant de l'absence temporaire des assaillants. Le retour du groupe fait cependant échouer la nouvelle tentative de secours. À nouveau battu, Monéys est alors atteint à la tête par un coup très violent que Piarrouty lui assène avec sa balance à crochet, et que certains témoins croient mortel.
Sur l'insistance des protecteurs de la victime, le maire propose de le faire entrer dans son étable à moutons. Alain de Monéys est mis à l'abri et soigné par Dubois. L'acte d'accusation mentionne qu'à cet instant : « il se crut cependant sauvé. Il voulait qu'on achetât une barrique de vin pour faire donner à boire à ceux qui le poursuivaient ». Mais la pression extérieure du groupe mené par Chambord finit par avoir raison de la porte, qui cède au moment où Monéys, sur les conseils de Dubois, essaie d'échanger ses vêtements pour une blouse pour tenter de fuir en passant inaperçu.
Les frères Campot se saisissent de la victime et la livrent aux paysans, dont la violence atteint son paroxysme. Selon des témoins, la tête d'Alain de Monéys est « comme un globe de sang ». Il est porté vers le foirail, mais Dubois tente de le faire entrer dans l'auberge. L'aubergiste ferme la porte sur la cheville de la victime qui commence à entrer et qui s'effondre sous la douleur. Il est considéré comme mort, mais dans un sursaut inattendu, les témoins le voient se relever de lui-même, se diriger vers une grange pour prendre un pieu et le pointer vers le groupe des forcenés,. Jean Campot réussit sans difficulté à désarmer Monéys et retourner le pieu contre la victime qui se traîne sous une charrette. Aussitôt Monéys extirpé, Pierre Buisson lui porte, avec le pieu, un coup à la nuque qui, pour les témoins, est le coup mortel. Dès cet instant, selon toute vraisemblance, c'est sur un moribond, voire un cadavre, que la foule s'acharne, chacun voulant participer à la curée qui dure environ dix minutes. Corbin indique qu'à part le crochet de Piarrouty et une fourche, aucune arme tranchante, ni couteau ni hache, n'a été utilisée. Après les coups portés sur la dépouille, Mazière et Jean Campot prennent chacun une jambe de la victime dans l'intention de l'écarteler, mais ils ne réussissent qu'à le déchausser,.

### La crémation
Ayant chacun empoigné une jambe d'Alain de Monéys, Mazière et Campot le traînent en direction d'une ancienne mare, que les habitants nomment « le lac desséché » et où il est de coutume de fêter la Saint-Jean. Ils sont suivis par le cortège formé par les paysans et le maire ceint de son écharpe. Alcide Dusolier, ami d'enfance d'Alain de Monéys et qui s'est rendu sur les lieux le lendemain, a évoqué ce moment dans un texte de 1874 : « On le traînait par les jambes à travers les ruelles du bourg, sa tête sanglante sonnait sur les cailloux, son corps déchiré sautait de droite et de gauche : Vive l'empereur, vive l'empereur ! »
Arrivés sur les lieux, les bourreaux jettent le corps de Monéys dans la mare asséchée. Sous la direction de Chambord, on va chercher des fagots, des branchages, et des débris. Chambord prend une botte de paille à un agriculteur, tout en lui promettant le remboursement par l'empereur. Jetés sur le corps, qui, aux dires de certains témoins, bouge encore, les fagots et le foin sont tassés par Chambord et Campot. Dans une ultime tentative, Dubois essaie d'empêcher l'irréparable de se produire, mais il est pris en chasse par une dizaine de paysans et est forcé de s'éloigner.
Personne n'ayant d'allumettes, Chambord va chercher, ou fait chercher par le jeune Thibassou, un paquet d'allumettes, et demande à trois enfants de mettre le feu au tas de fagots et de foin. Le bûcher s'embrase sous les vivats de l'assistance criant « Vive l'empereur ! » Un nommé Duroulet commente l'immolation par ces mots : « Voyez comment cela grille bien ! » Un nommé Besse ajoute, voyant la graisse s'écouler du corps en train de se consumer : « Dommage que toute cette graisse soit perdue »,, un autre allume sa cigarette sur les braises du bûcher.
Corbin constate qu'entre le début du supplice et son dénouement tragique, il s'est déroulé exactement deux heures, et explique cette gestion du temps « implicitement calculée » par un désir de diluer la responsabilité collective, afin que chacun puisse participer au lynchage.

## Après le lynchage

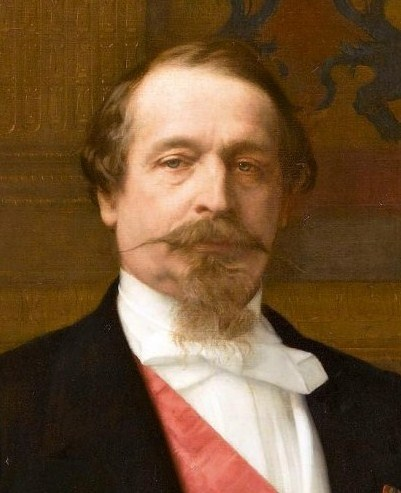
L'empereur Napoléon III.

### Les réactions et conséquences
Le soir du drame, les habitants des alentours sont déjà au courant des évènements de Hautefaye. Certains protagonistes se vantent de leurs actes, Piarrouty parle des trois coups de balance qu'il a assénés à la victime, madame Antony raconte que son métayer, Mazière, est revenu exalté de Hautefaye en lui disant « Oui, nous avons tué et cramé le Prussien, je l'ai frappé et je ne m'en repens pas. Il ne voulait pas crier « Vive l'empereur ! » D'autres espèrent une récompense : Pierre Sarlat et le tailleur de pierre François Cholet croient qu'ils seront payés par l'empereur pour avoir brûlé Monéys.
Les châtelains du voisinage, épouvantés par l'affaire, craignent le retour des jacqueries et certains, dont les Monéys, se constituent en groupes de défense pour faire face à une éventuelle attaque des paysans. Cette peur affecte même la ville de Nontron, qui craint un épisode similaire aux jacqueries des croquants qui ont touché le Périgord au XVIIe siècle. Marbeck constate qu'à la psychose des « gentilshommes prussiens », qui est à l'origine du lynchage de Hautefaye, répond la psychose des « fourches levées ».
Deux jours après les faits, la presse régionale se fait l'écho du drame. Le Charentais du 18 août, puis Le Nontronnais du 20, parlent d'actes de sauvagerie, de barbarie, Le Nontronnais utilisant le terme de « cannibales » pour qualifier les paysans. La presse nationale, avec Le Moniteur universel du 23 août, relate également le drame.
L'affaire remonte jusqu'au gouvernement. Le 20 août, le ministre de l'Intérieur, Henri Chevreau, répondant à l'interpellation d'un député sur les soulèvements paysans qui se déclarent dans le pays, condamne le supplice de Hautefaye : « Un acte de sauvagerie a été accompli récemment à Nontron et sera l'objet de la réprobation générale. Un citoyen a été brûlé au milieu d'une population qui n'a pas eu l'énergie de s'opposer à un crime aussi odieux ».
Le 27 août, en vertu d'un décret daté du 24, Bernard Mathieu est destitué en public de sa fonction de maire de Hautefaye par le préfet de la Dordogne ; il est remplacé à titre provisoire par Élie Mondout, conseiller municipal.
Un nouveau palier dans l'opprobre sur le village est atteint quand, à la chute de l'Empire, Alcide Dusolier, devenu sous-préfet républicain de la Dordogne, voyant dans ce village un foyer de rébellion bonapartiste, conseille au préfet de rayer Hautefaye de la carte en effaçant son nom et en l'annexant comme arrondissement à Nontron. La proposition est transmise au ministre de l'Intérieur. Mais face à l'opposition du maire par intérim et ensuite de Martial Villard, le nouveau maire — qui objectent que le droit ne reconnaissant que la responsabilité pénale individuelle, il ne saurait incriminer tout un village pour des actes commis par des individus qui ne sont pas tous originaires de Hautefaye — le projet de débaptiser le village est abandonné.

### Rumeur de cannibalisme
Le supplice se déroule en pleine foire au bétail, et plusieurs participants utiliseront des métaphores relatives à l'abattage des bêtes, et à la tuerie du porc ; l'un d'eux raconte : « Nous avons fait griller à Hautefaye un fameux cochon ». Le fantasme de paysans cannibales prend forme dans la presse, en particulier Le Nontronnais du 20 août qui désigne sous ce qualificatif les émeutiers du foirail, relayé par les villageois des environs et les nobles dont l'oncle d'Alain de Monéys qui évoque la menace des « cannibales » dans une lettre du 22 août.
La rumeur de cannibalisme prendra une forme précise lors du procès, à partir de phrases attribuées à deux des protagonistes lors des évènements. L'un des témoins, le couvreur Jean Maurel, âgé de 78 ans, affirmera avoir entendu le maire Bernard Mathieu répondre à la foule qui manifestait l'intention de faire brûler et manger la victime : « Faites ce que vous voudrez, mangez-le si vous voulez ! » Lors de la confrontation avec le témoin, le maire niera farouchement avoir tenu de tels propos et le témoin rétractera ses accusations. Sur la base d'un autre témoignage, seront aussi évoqués les propos de Besse qui a regretté de voir s'écouler la graisse du corps de la victime sans pouvoir la recueillir. Lors de cette audience, deux pierres plates ayant conservé des traces de graisse seront présentées comme pièces à conviction.

### Enquête et arrestations

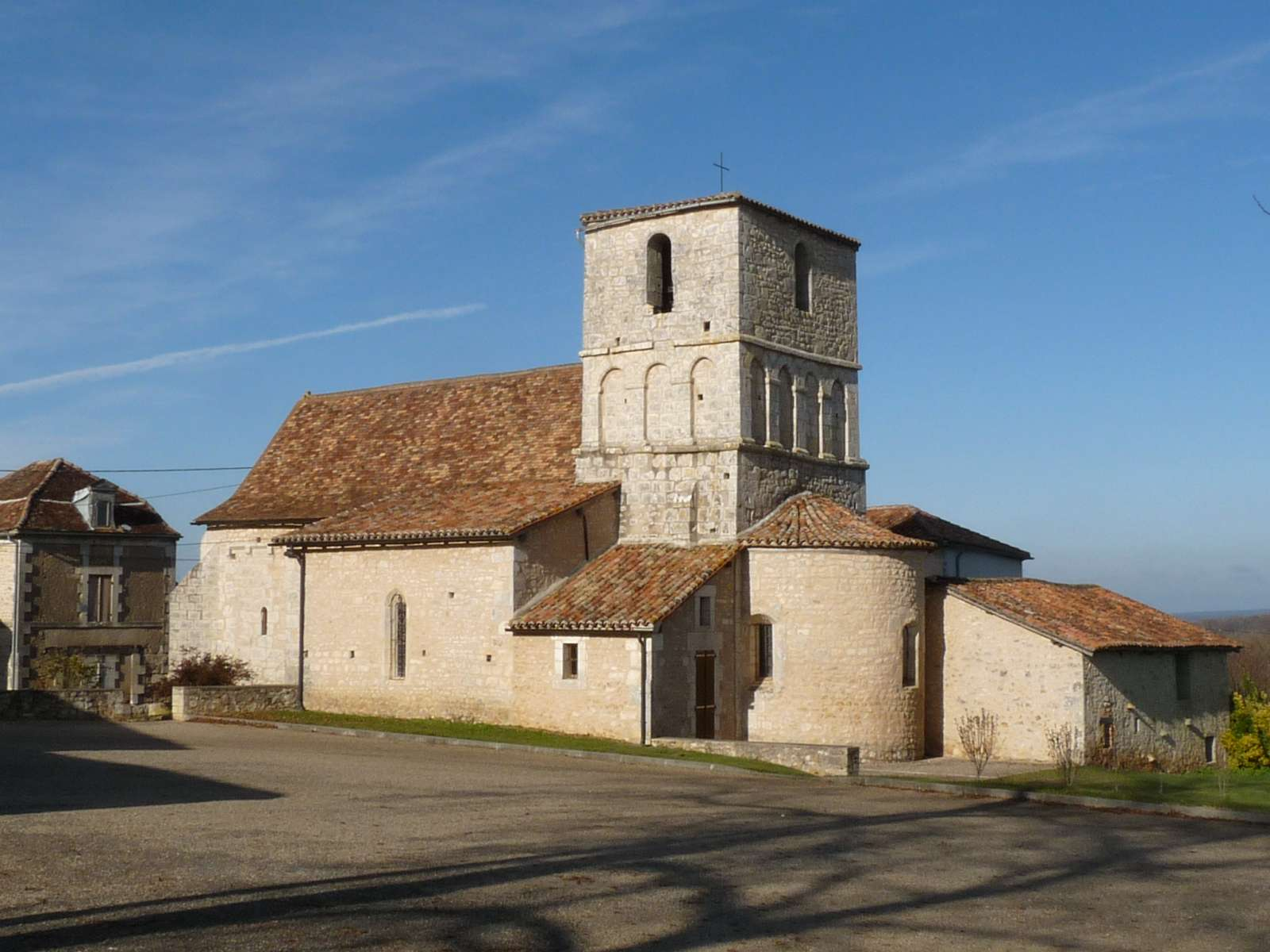
L'église de Hautefaye.

Le corps calciné d'Alain de Monéys est déposé entre deux draps dans l'église de Hautefaye. Le docteur Roby-Pavillon, qui en a fait l'autopsie, rédige, le soir du 16 août, le rapport qui décrit l'état de la dépouille : « Cadavre presque entièrement carbonisé et couché sur le dos, la face un peu tournée vers le ciel, à gauche, les membres inférieurs écartés, la main droite raidie au-dessus de la tête, comme pour implorer, la main gauche ramenée vers l'épaule correspondante et étalée, comme pour demander grâce ; les traits du visage exprimant la douleur, le tronc tordu et ramené en arrière ». De l'examen du corps, le médecin établit qu'il a été brûlé de son vivant et qu'il est mort des suites de l'asphyxie et des brûlures, et qu'auparavant il a été blessé par des objets contondants, piquants et tranchants. La blessure du crâne a été portée par un individu posté derrière Monéys, tandis que ce dernier était debout, et il a été traîné encore vivant. Roby-Pavillon conclut que « l'ensemble de ces blessures aurait inévitablement amené la mort ».
Les gendarmes de Nontron, dépêchés sur les lieux et dans le voisinage, procèdent aux premières arrestations. Une cinquantaine de personnes sont interpellées et interrogées par le juge Marchenaud. Le 19 août, Charles Boreau-Lajanadie, procureur général de la cour impériale de Bordeaux, se déplace sur les lieux du meurtre et se charge de l'instruction de l'affaire.

Le 18 septembre, les prévenus quittent la prison de Nontron pour Périgueux afin d'être informés des charges retenues contre eux lors de la session extraordinaire des assises prévue pour le 26 septembre, mais celle-ci est ajournée et renvoyée au 18 octobre. Une proclamation est rédigée par Alcide Dusolier afin de dissiper des rumeurs d'amnistie dont les prévenus auraient bénéficié en raison de la proclamation de la République. Elle est affichée dans les rues de Nontron et donne le nom des inculpés : 

« Les inculpés, au nombre de vingt-et-un, ont été transférés ce matin de notre maison d'arrêt au chef-lieu du département, sous l'escorte de la gendarmerie.
Voici les noms par ordre alphabétique : 
1. Beauvais, dit Roumaillac, scieur de long à Vieux-Mareuil ;
2. Besse dit Duroulet, terrassier à Javerlhac ;
3. Brouillet dit Déjeunat, propriétaire aux Grézilles, commune de Feuillade (Charente) ;
4. Brut, maçon à Fayemarteau, commune d'Hautefaye ;
5. Buisson, dit Lirou, à Feuillade (Charente) ;
6. Campot (Etienne), cultivateur à la Chabrie, commune de Mainzac (Charente) ;
7. Campot (Jean), cultivateur à la Chabrie, commune de Mainzac (Charente) ;
8. Chambord, maréchal-ferrant à Pouvrière, commune de Souffrignac (Charente) ;
9. Delage, dit Lajou, cultivateur à Doumeyrat, commune de Grassac (Charente) ;
10. Feytou (Girard), mineur à Fontroubade, commune de Lussas-et-Nontronneau ;
11. Frédéric (Jean), maçon à Beaussac ;
12. Lamongie (Léonard), cultivateur au Grand-Gilou, commune d'Hautefaye ;
13. Léchelle, dit Pinart, cultivateur à Fontroubade, commune de Lussas ;
14. Léonard (François) dit Piarrouty, chiffonnier à Nontronneau, commune de Lussas ;
15. Licoine (Roland), cultivateur à Feuillade (Charente) ;
16. Limay (André), dit Thibassou, commune de Mainzac (Charente) ;
17. Mazière, cultivateur à Plambeau, commune d'Hautefaye ;
18. Murguet, à la Forêt, commune de Souffrignac ;
19. Sallat père, cultivateur au Grand-Gilou, commune d'Hautefaye ;
20. Sallat fils, cultivateur au Grand-Gilou, commune d'Hautefaye ;
21. Sarlat, dit Lamy, tailleur d'habits à Nontronneau, commune de Lussas. »

Les vingt-et-un inculpés comparaissent au tribunal de Périgueux le 13 décembre 1870.

### Procès et condamnations des coupables

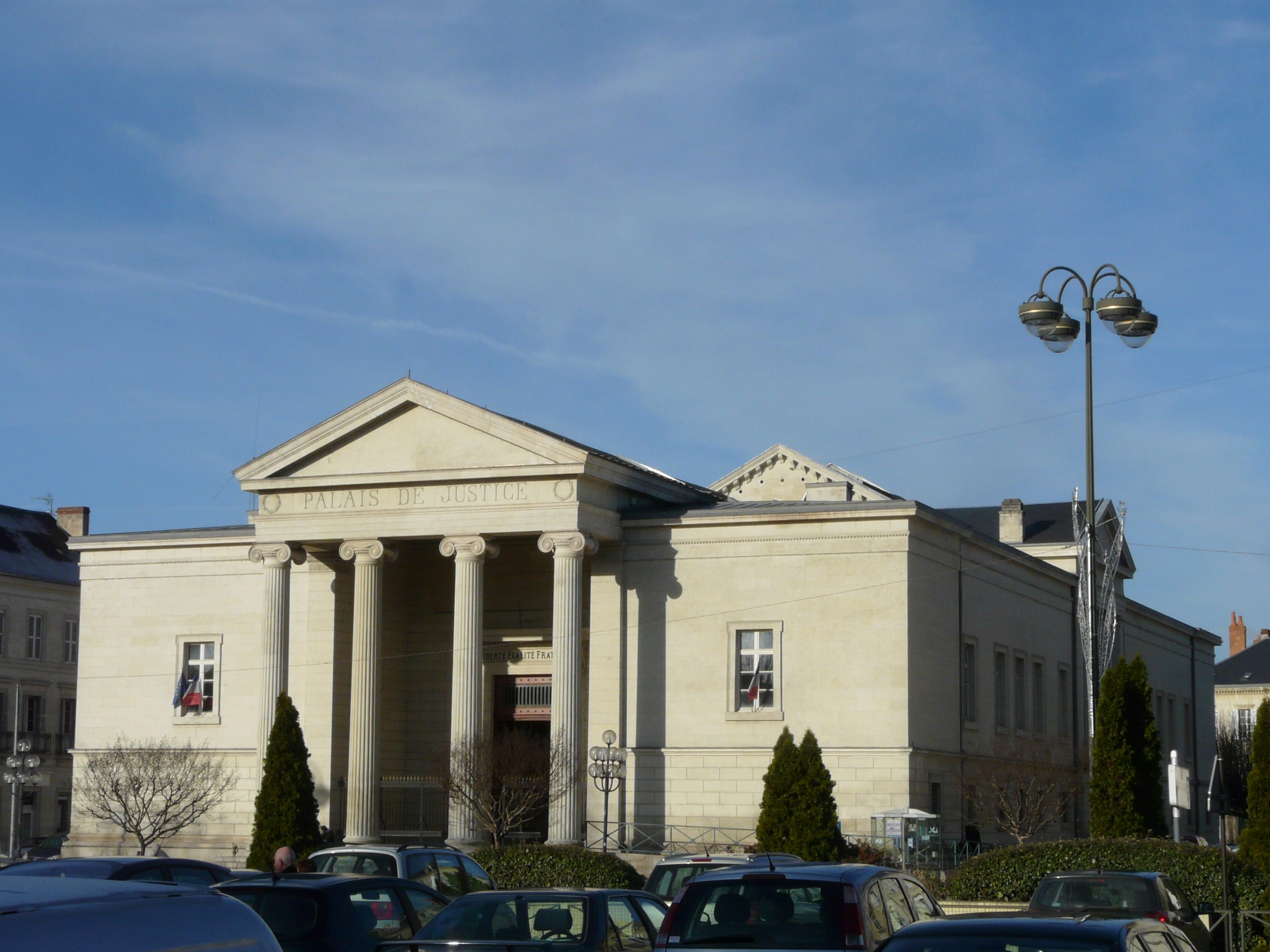
Le palais de justice de Périgueux, où s'est tenu le procès.

Le procès se déroule du 13 au 21 décembre 1870 au palais de justice de Périgueux, sous la présidence du juge Brochon, et connaît une grande affluence. Le premier jour du procès, l'acte d'accusation détermine la responsabilité directe de Chambord, Buisson, Jean Campot, Léonard dit Piarrouty et Mazière comme auteurs de l'homicide commis avec préméditation. Les autres accusés, dont Étienne, le frère de Jean Campot, sont jugés pour complicité pour avoir aidé les auteurs du meurtre, donné des coups ou pour les avoir encouragés.
Les jours suivants, jusqu'au 17 décembre, sont consacrés à l'audition des témoins, l'un des témoignages les plus importants étant celui de l'ancien maire Bernard Mathieu. L'accusation et la défense insistent sur son manque de courage et sur le fait qu'il n'a pas porté assistance à la victime, comme en témoignent madame Antony et le couvreur Jean Maurel qui reviennent sur les propos qu'il a prononcés devant les paysans.
Lors du procès, sont présentées les pièces à conviction : deux pierres prélevées dans le bûcher montrant des taches de graisse, et la balance à crochet de Piarrouty, une des armes du meurtre, ainsi que la cravache qu'a possédée Alain de Monéys.
Le 21 décembre, après délibération du jury, la cour condamne Chambord, Buisson, Piarrouty et Mazière à la peine de mort. La justice ordonne que l'exécution se déroule sur la place publique de Hautefaye. Jean Campot bénéficie d'une erreur du jury (les circonstances atténuantes furent acquises à six voix au lieu des sept exigées), et se voit condamné à une peine de travaux forcés à perpétuité au bagne de Nouvelle-Calédonie. Les autres accusés sont condamnés, pour les plus lourdes peines à huit ans de travaux forcés, et pour les plus légères à un an de prison. L'un des accusés, Thibaud Limay dit Thibassou, est acquitté mais, en raison de son jeune âge, envoyé en maison de correction jusqu'à ses vingt ans. Le 25 décembre, quelques jours après la fin du procès, l'ancien maire de Hautefaye, Bernard Mathieu — probablement pris de remords — meurt en Charente.
Le 26 janvier 1871, le pourvoi en cassation des quatre condamnés à mort est rejeté, ainsi que la demande de grâce qui parvient le 30 janvier au ministère de la Justice.
La guillotine devait être initialement installée au lieu de l'ancienne mare asséchée où s'était déroulée l'immolation d'Alain de Monéys, mais, le terrain étant trop accidenté, l'échafaud est dressé le matin du 6 février dans la halle aux bestiaux. Le bourreau Jean-François Heidenreich ne pouvant se déplacer, c'est son premier aide Nicolas Roch qui procède à l'exécution. Les quatre condamnés sont décapités dans l'ordre suivant : Piarrouty en premier, puis Buisson, Mazière, et enfin Chambord.

### Commémoration

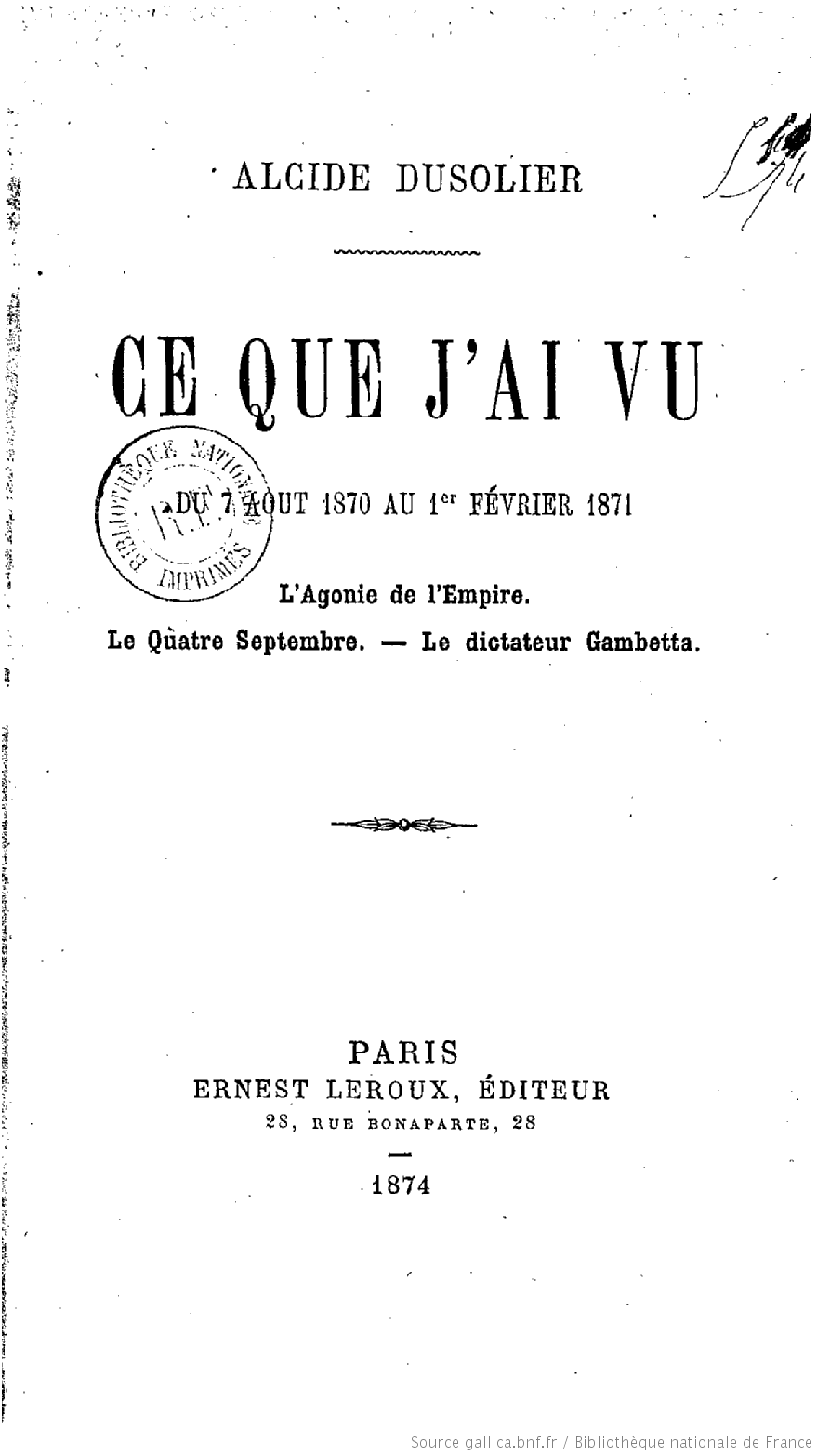
Dans Ce que j'ai vu, Alcide Dusolier est l'un des premiers à revenir sur cette affaire (1874).

En 1953, Noémie Lavaud, dernière personne encore vivante à avoir été témoin de l'affaire de Hautefaye, meurt à l’âge de 92 ans. Un siècle après l'affaire, le 16 août 1970, une messe de pardon est célébrée dans l'église de Hautefaye en présence des descendants de la victime et de ceux des quatre condamnés à mort. Francis Donnary, maire du village depuis 1977, propose de faire installer une stèle commémorative pour marquer l'événement, mais abandonne le projet en 2009, « car il y a encore une honte dans ce village ».

#### Documents d'époque
- Charles Ponsac, Le Crime d'Hautefaye : Assassinat de M. de Monéys brûlé vif par des paysans bonapartistes, vingt et un accusés, quatre exécutions capitales, Impr. Viéville et Capiomont, 1871, 16 p.
- Alcide Dusolier, Ce que j'ai vu du 7 août 1870 au 1er février 1871 : L'Agonie de l'empire, le 4 septembre, le dictateur Gambetta, Paris, Ernest Leroux, 1874, 129 p. (lire en ligne).
- Georges Marbeck, Cent documents autour du drame de Hautefaye, Périgueux, Pierre Fanlac, 1983, 126 p. (ISBN 2-86577-042-7).

#### Monographies historiques
- Patrick de Ruffray, L'Affaire d'Hautefaye : Légende, histoire, Angoulême, Impr. industrielle et commerciale, 1926, 61 p.
- Georges Marbeck, Hautefaye : L'Année terrible, Paris, Robert Laffont, 1982, 408 p. (ISBN 2-221-01056-6).
- Dominique Lormier, Les Grands Crimes du Sud-Ouest, Bordeaux, Sud-Ouest, 1993, 190 p. (ISBN 2-87901-112-4), chap. 4 (« Hautefaye : un aristocrate brûlé vif »).
- Alain Corbin, Le Village des « cannibales », Paris, Flammarion, coll. « Champs / Histoire » (no 333), 1995, 204 p. (ISBN 2-08-081321-8).
- Jean-Jacques Gillot et Pascal Audoux, Les Mystères du Périgord, De Borée, 2011, 376 p. (ISBN 978-2-8129-0258-1).

#### Romans
- Georges Marbeck, Hautefaye, L'année terrible, 1982, Robert Laffont  (ISBN 978-2221010563)
- Violaine Massenet, Les Mangeurs de cendres, Paris, L'Archipel, 2008, 282 p. (ISBN 978-2-8098-0031-9).
- Jean Teulé, Mangez-le si vous voulez, Paris, Julliard, 2009, 129 p. (ISBN 978-2-260-01772-1).
- (en) L.M. Twist, (2024). Louis Mie and the Trial of Hautefaye, USA, 2024, 372 p.  (ISBN 979-8-9892182-1-9)

#### Bande-dessinée
- Gelli, Mangez-le si vous voulez (d'après le roman de Jean Teulé), Delcourt, coll. « Mirages », 2020, 164 p. (ISBN 978-2-413-01370-9).